# ابوالفضل سلیمانی کاشانی
ابوالفضل سلیمانی کاشانی سیاست‌مدار ایرانی بود، که در  دوره بیست و یکم  و  دوره بیست و دوم  بعنوان نماینده بیرجند و قائنات در مجلس شورای ملی حضور داشت.